# Menetus dilatatus
Menetus dilatatus är en snäckart som först beskrevs av Gould 1841.  Menetus dilatatus ingår i släktet Menetus och familjen posthornssnäckor. Utöver nominatformen finns också underarten M. d. avus.